# Erin Gemmell
Erin Gemmell (Newark, 2 de diciembre de 2004) es una deportista estadounidense que compite en natación. Su hermano Andrew compitió en el mismo deporte.
Participó en los Juegos Olímpicos de París 2024, obteniendo una medalla de plata en la prueba de 4 × 200 m libre.
Ganó tres medallas de plata en el Campeonato Mundial de Natación, en los años 2023 y 2025, y una medalla de bronce en el Campeonato Mundial de Natación en Piscina Corta de 2022.
Estudió el grado de Negocios en la Universidad de Texas en Austin.

## Palmarés internacional
| Juegos Olímpicos                    | Juegos Olímpicos      | Juegos Olímpicos  | Juegos Olímpicos |
| Año                                 | Lugar                 | Medalla           | Prueba           |
| ----------------------------------- | --------------------- | ----------------- | ---------------- |
| 2024                                | París (Francia)       | Medalla de plata  | 4 × 200 m libre  |
| Campeonato Mundial                  |                       |                   |                  |
| Año                                 | Lugar                 | Medalla           | Prueba           |
| 2023                                | Fukuoka (Japón)       | Medalla de plata  | 4 × 200 m libre  |
| 2025                                | Singapur (Singapur)   | Medalla de plata  | 4 × 100 m libre  |
| 2025                                | Singapur (Singapur)   | Medalla de plata  | 4 × 200 m libre  |
| Campeonato Mundial en Piscina Corta |                       |                   |                  |
| Año                                 | Lugar                 | Medalla           | Prueba           |
| 2022                                | Melbourne (Australia) | Medalla de bronce | 4 × 200 m libre  |